# Junglebogen (bog)
 For alternative betydninger, se Junglebogen. (Se også artikler, som begynder med Junglebogen)
Junglebogen (originaltitel The Jungle Book) er en samling historier for børn skrevet af den engelske forfatter Rudyard Kipling fra 1894. Historiene omhandler den indiske dreng Mowgli, der vokser op blandt dyrene i junglen.
Kipling var født i Britisk Indien og havde herigennem tilegnet sig viden om junglen. Alle historierne blev udgivet i tidsskrifter fra 1893 til 1894 og blev illustreret blandt andet af Kiplings far.
I 1895 udgav Kipling opfølgeren Den nye Junglebog (The Second Jungle Book).
Junglebogen regnes som et af de klassiske værker i moderne børnelitteratur og har været genstand for en række fortolkninger, blandt andet spille- og animationsfilm og musicals. Disney udgav i 1967 en tegnefilm og i 2016 en spillefilm baseret på Kiplings bog.

## Eksterne links
- Originalteksten til The Jungle Book på Wikisource
- The Jungle Book Collection, en hjemmeside med diverse merchandise relateret til bogen og filmversioner.

| Bog | Spire Denne artikel om bøger og tidsskrifter er en spire som bør udbygges. Du er velkommen til at hjælpe Wikipedia ved at udvide den. |